# 盧佐內湖
46°34′3″N 8°58′37″E / 46.56750°N 8.97694°E

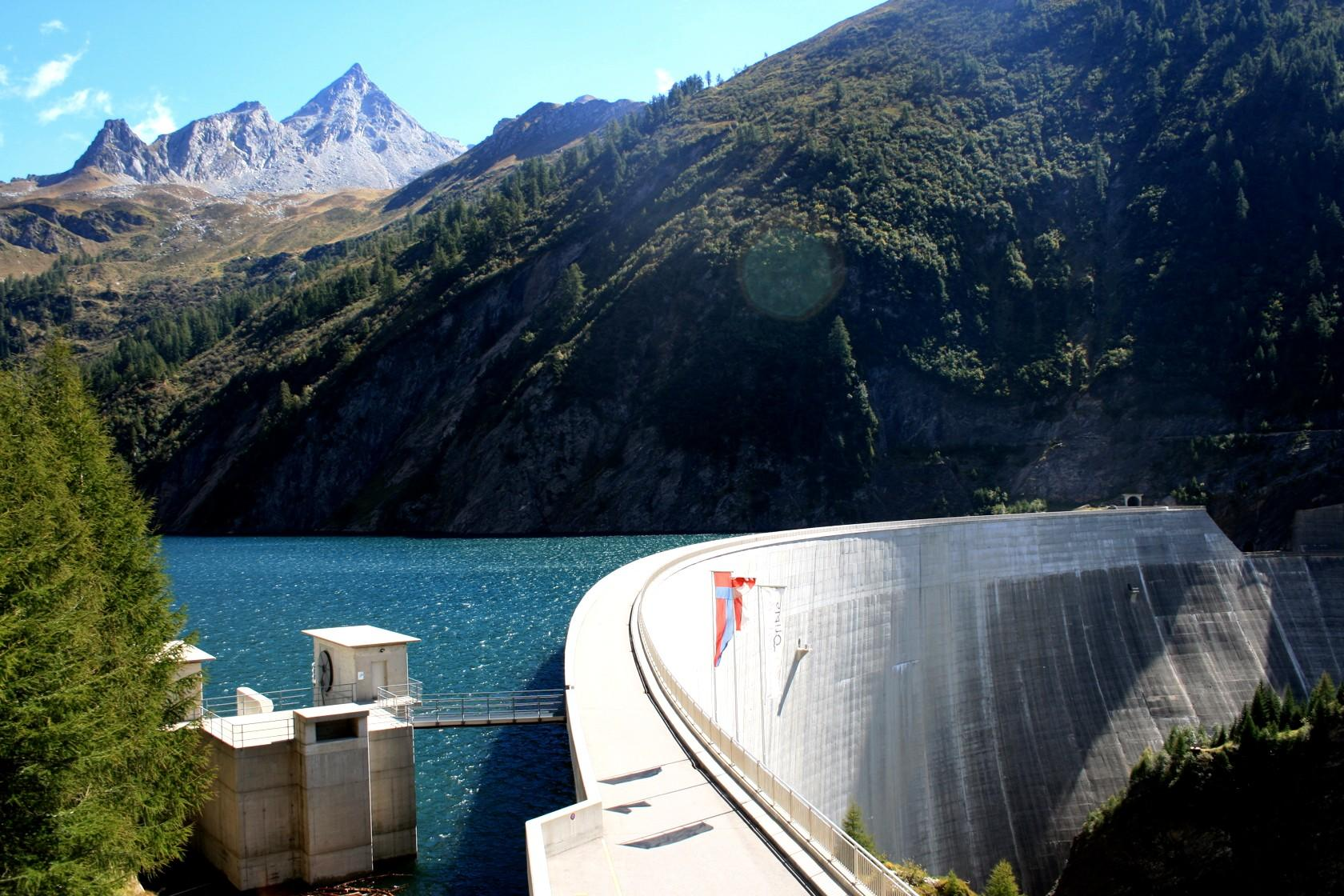

盧佐內湖是瑞士的水庫，位於該國南部提契諾州，長3.1公里，面積1.27平方公里，集水區面積36.74平方公里，海拔高度1,606米，最大水深181米，蓄水量0.88億立方米。

## 外部連結
- Photos of the artificial climbing wall （页面存档备份，存于）